# Komunistyczna Partia Portugalskich Robotników - Reorganizujący Ruch Partii Proletariatu
Komunistyczna Partia Portugalskich Robotników – Reorganizujący Ruch Partii Proletariatu (port. Partido Comunista dos Trabalhadores Portugueses – Movimento Reorganizativo do Partido do Proletariado, PCTP-MRPP) – maoistyczna i dawniej prochińska portugalska partia polityczna. Odegrała zauważalną rolę podczas tzw. Rewolucji Goździków w 1974 r., zwłaszcza ze względu na ostry język wypowiedzi jej działaczy i spore wpływy pośród niektórych grup studentów. Pomimo tego ugrupowanie to nigdy nie przekroczyło ok. 1% poparcia i nie uzyskało nawet jednego mandatu parlamentarnego. Największa portugalska partia nieposiadająca reprezentacji parlamentarnej.